# Psychoterapie zaměřená na přenos
Psychoterapie zaměřená na přenos (Transference-focused psychotherapy, TFP) je vysoce strukturovaná, specializovaná psychoanalytická terapie založená na teorii objektních vztahů amerického psychologa a psychiatra Otto F. Kernberga. Byla vyvinuta speciálně pro léčbu závažných poruch osobnosti, např. hraniční nebo narcistické poruchy osobnosti. Jedná se o intenzivní terapii s frekvencí sezení 2x týdně. Dle teorie TFP je pacient s hraniční organizací osobnosti nositelem internalizovaných, neslučitelných, protichůdných představ o sobě samém a druhých (není schopen integrovat zároveň dobré a frustrující představy). Zkreslené obrazy vlastního "já", ostatních lidí a přidružené afekty jsou středobodem terapie, jelikož se objevují ve vztahu s terapeutem (přenosová reakce). Terapie je zaměřená na integraci odštěpených částí vlastního "já", a neustálá interpretace těchto narušených percepcí je považována za hlavní mechanismus změny.
TFP byla klinicky ověřena pro léčbu závažných osobnostních poruch.  TFP je v současné době jedinou klinicky ověřenou hluboce osobnostní psychoterapií, která má za cíl léčit nejen symptomy poruchy osobnosti, ale zároveň normalizovat osobnostní patologii. To bylo do 80. let 20. století považováno za nemožné. 

## Teoretický model poruch osobnosti
Poruchy osobnosti (PO) se řadí mezi chronické duševní poruchy - vyznačují se trvalými odchylkami v povaze jedince, na rozdíl od epizodických poruch (např. deprese). V rámci chronických poruch se pak jedná o poruchy závažnější než neurotické. Pacient s touto diagnózou trpí narušeným pocitem vlastní identity a značnými obtížemi v interpersonálních vztazích. Ztížená schopnost adaptace na vnější prostředí způsobuje pacientovi výrazný emoční stres. Jedna z nejčastějších indikací TFP je pro hraniční poruchu osobnosti (HPO). Pacienti s hraniční poruchou osobnosti jsou charakterističtí extrémními emocemi, bouřlivými vztahy a impulzivním chováním. Díky jejich vysoké reaktivitě na podněty prostředí často zažívají rychlé změny nálad - od euforie k depresi, úzkostem a nervozitě. Pacienti s HPO také zažívají těžko snesitelné pocity prázdnoty, které se snaží kompenzovat impulzivním a sebepoškozovacím jednáním, jako např. užíváním drog, rizikovým sexuálním chováním, nekontrolovaným utrácením nebo přejídáním. Časté jsou také pokusy o sebevraždu, přičemž hraniční porucha osobnosti je jednou z jejich frekventovaných příčin.  Pro léčbu TFP bývá také často indikována narcistická porucha osobnosti (NPO), a to při všech stupních závažnosti: grandiózní, vulnerabilní i maligní. NPO je charakteristická poruchou regulace vlastní hodnoty. Ačkoliv zasahuje do pásma vyššího stupně hraniční organizace osobnosti, patří mezi poruchy osobnosti, u nichž změna probíhá pomalejším tempem. Běžná je její komorbidita spolu s hraniční a antisociální poruchou osobnosti, přičemž diagnóza antisociální poruchy osobnosti bývá pro úspěšnou léčbu výrazně limitující.

## Cíle terapie
Hlavními cíli TFP je snížení suicidálního chování, dosažení lepší sebekontroly chování, zvýšení schopnosti regulace emocí a zlepšení kvality mezilidských vztahů. Toho lze dle TFP dosáhnout integrací obrazů o sobě a ostatních, modifikací primitivních obranných reakcí vůči stresu a defragmentací vnitřního světa pacienta. Na rozdíl od např. dialekticko-behaviorální terapie, která se zabývá pouze léčbou symptomatickou, má TFP ambiciózní cíl dosáhnout normalizace osobnostní patologie (tzn. přechodu do neurotické organizace osobnosti). Terapie má běžnou délku trvání mezi 1,5 až 5 lety.

## Empirická podpora účinnosti terapie

### Předběžný výzkum
V počátečním předběžném výzkumu studujícím účinnost jeden rok trvající terapie bylo patrné značné snížení pokusů o sebevraždu. Výrazné bylo také zlepšení v oblasti fyzické kondice pacientů a počtu psychiatrických hospitalizací. Míra přerušení terapie byla 19.1 %, což je dle autorů výzkumu srovnatelné s mírou přerušení v předchozích studiích, včetně studie úspěšnosti dialekticko-behaviorální terapie. 

### TFP vs. běžná terapie
Výsledky prokázaly, že pacienti v léčebně skupině TFP byli ve výrazně menší míře hospitalizováni v psychiatrických zařízeních a vykazovali v porovnání s běžnou terapií zvýšenou míru funkčnosti.

### TFP vs. DBT vs. podpůrná léčba
Před začátkem a ve čtyřměsíčních intervalech v průběhu terapie byli pacienti hodnoceni dle následujících kritérií: suicidální chování, míra agrese, impulzivita, úzkost, deprese a sociální přizpůsobivost. Výsledky ukázaly, že pacienti ve všech třech zkoumaných skupinách zaznamenali po roce zlepšení v mnoha ohledech. Pouze DBT a TFP zaznamenali výraznější zlepšení v suicidálním chování. TFP však zřetelně předčilo DBT v míře agrese a impulzivity. 

### TFP vs. terapie zaměřená na schéma (SFT)
Výrazná zlepšení byla pozorována v obou skupinách, a to ve všech zkoumaných faktorech (hraniční psychopatologie, obecná psychopatologie, kvalita života a TFP/SFT osobnostní koncepty) po 1, 2 a 3 letech terapie. Více pacientů ze skupiny SFT vykazovalo klinické zlepšení na Indexu závažnosti HPO. Konkrétně se pak jednalo o oblasti vztahů, impulzivity a suicidálního chování. Bylo prokázáno, že terapie zaměřená na schéma je výrazně efektivnější než TFP ve všech zkoumaných faktorech. Následná studie rovněž ukázala, že jak pacienti, tak terapeuti hodnotili terapeutický vztah pozitivněji než v TFP.

## TFP v České republice
Počet TFP terapeutů působících na území České republiky je velmi omezený, postupně si však TFP získává své příznivce. Mezi nejznámější české představitele terapeutického směru patří např. PhDr. Eduarda Vendyšová Bakalářová, která je jeho mezinárodní lektorkou a supervizorkou, momentálně působící v Nizozemsku. Pravidelně v České republice pořádá "Víkendy s TFP", z nichž první se uskutečnil 16. a 17. dubna 2016 pod záštitou ČSPAP (České společnosti pro psychoanalytickou terapii) a druhý pak od 12. do 14. května 2017 v Praze. Od roku 2017 je možné v Transference-Focused Psychotherapy v České republice absolvovat komplexní výcvik.